# Wapella
Wapella är en småstad (town) i den kanadensiska provinsen Saskatchewans sydöstra del.
Den breder sig ut över 838,83 kvadratkilometer (km2) stor yta och hade en folkmängd på 354 personer vid den nationella folkräkningen 2011.
Ishockeyspelarna Brett Clark och Bud Holloway kommer från Wapella.